# Devilskin
Devilskin — новозеландская метал-группа из Гамильтона, образованная в 2010 году.

## История
Группа Devilskin была образована в Гамильтоне (Новая Зеландия) в июне 2010 года ведущим радиостанции «The Rock» — Полом Мартином.
Дебютный альбом под названием We Rise был выпущен группой на своём лейбле звукозаписи 11 июля 2014 года и сразу занял 1-е место в Официальном музыкальном чарте Новой Зеландии. Через две недели альбом получил Золотой диск, а в марте 2015 года был сертифицирован Платиновым диском.
Ввиду большого успеха группа в 21 ноября 2014 года выпустила живой альбом Live at the Powerstation, к которому прилагался DVD-диск, а в апреле 2015 года отправилась в своё первое музыкальное турне по Европе и США, выступив кроме прочего в западно-голливудском клубе «Whisky a Go Go». После тура группа отправилась в Англию, чтобы завершить запись своего следующего студийного альбома Be Like the River, который вышел 11 ноября 2016 года. Как и предыдущий альбом занял 1-е место в Официальном музыкальном чарте Новой Зеландии, а в 2018 году он также был удостоен Золотого диска.
В 2017 году группа была приглашена на ежегодный фестиваль «Download», проходивший в Донингтон Парке (Англия). В том же году ей была присвоена Музыкальная премия Новой Зеландии за 1-е место в категории Лучший рок-исполнитель.
17 января 2020 года группа объявила о предстоящем 3 апреля выходе третьего студийного альбома Red.

## Состав
| - Дженни Скуландер (англ. Jennie Skulander) — вокал - Тони Винсент (англ. Tony Vincent) — гитара, бэк-вокал - Пол Мартин (англ. Paul Martin) — бас-гитара, бэк-вокал - Ник Мартин (англ. Nic Martin) — ударные, фортепиано | - Робби МакВаннелл (англ. Robbie McWhannell) — ударные (2010) |

## Дискография

### Студийные альбомы
- 2014 — We Rise[англ.]
- 2016 — Be Like the River[нем.]
- 2020 — Red
- 2025 — Re-Evolution

### Мини-альбомы
- 2020 — Everybody's High but Me
- 2024 — Surfacing

### Живые альбомы
- 2014 — Live at the Powerstation

### Синглы
| \| Синглы \| Синглы \| Синглы \| \| Год \| Название \| Альбом \| \| ------ \| --------------------- \| ----------------------- \| \| \| \| \| \| 2012 \| «Little Pills» \| We Rise[англ.] \| \| 2013 \| «Never See the Light» \| We Rise[англ.] \| \| 2014 \| «Start a Revolution» \| We Rise[англ.] \| \| 2014 \| «Fade» \| We Rise[англ.] \| \| 2015 \| «Mountains» \| Be Like the River[нем.] \| \| 2016 \| «Pray» \| Be Like the River[нем.] \| \| 2016 \| «Grave» \| Be Like the River[нем.] \| \| 2017 \| «Believe in Me» \| Be Like the River[нем.] \| \| 2017 \| «Animal» \| Be Like the River[нем.] \| \| 2018 \| «Endo» \| Red \| \| 2019 \| «All Fall Down» \| Red \| | - 2014 — Start a Revolution - 2014 — Never See the Light - 2014 — Little Pills - 2015 — Fade - 2016 — Pray - 2016 — Mountains - 2016 — Voices - 2017 — Believe in Me - 2018 — Endo - 2019 — All Fall Down - 2020 — Corrode |                   |
| Синглы | |                   |
| Год | Название | Альбом            |
| | |                   |
| 2012 | «Little Pills» | We Rise           |
| 2013 | «Never See the Light» | We Rise           |
| 2014 | «Start a Revolution» | We Rise           |
| 2014 | «Fade» | We Rise           |
| 2015 | «Mountains» | Be Like the River |
| 2016 | «Pray» | Be Like the River |
| 2016 | «Grave» | Be Like the River |
| 2017 | «Believe in Me» | Be Like the River |
| 2017 | «Animal» | Be Like the River |
| 2018 | «Endo» | Red               |
| 2019 | «All Fall Down» | Red               |